# Otto Most (Philosoph)
Otto Most (* 19. November 1904 in Breslau; † 2. November 1968 in Münster) war ein deutscher Philosoph und Professor in Münster.
Most legte das Abitur am katholischen Matthias-Gymnasium ab, studierte in Innsbruck und ab 1926 an der Universität Breslau bei Ludwig Baur und Richard Hönigswald. 1931 promovierte er über ein Thema zu Franz Brentano, im November 1932 wurde er habilitiert. 
Am 1. August 1933 trat er in den NSLB ein, am 1. November 1933 in die SS. 1934 schied er auf eigenen Wunsch wieder aus. Seine Habilitationsschrift „Die Determinanten des seelischen Lebens“ (erschienen erst 1939) richtete sich gegen den Psychologismus und verteidigte in katholischer Tradition die Freiheit von Willen und Denken. 1936/7 konnte Most noch den Baur-Lehrstuhl vertreten. 1939 wurde ihm die venia legendi für Breslau unter dem Einfluss des NS-Philosophen August Faust entzogen. Most wurde zum Heerespersonalamt eingezogen. Er beantragte am 15. Januar 1942 die Aufnahme in die NSDAP und wurde zum 1. April desselben Jahres aufgenommen (Mitgliedsnummer 8.981.507). 1941 erhielt er den Lehrstuhl Peter Wusts in Münster aber nicht, erst 1948 gelang es ihm, diesen katholischen Konkordatslehrstuhl zu erhalten. Ludger Oeing-Hanhoff war sein Assistent und Schüler.
Most war seit 1923 Mitglied der katholischen Studentenverbindung AV Austria Innsbruck.

## Schriften (Auswahl)
- Die Ethik Franz Brentanos und ihre geschichtlichen Grundlagen. Untersuchungen zum ethischen Wertproblem (= Universitas-Archiv; Bd. 7 = Bd. 43 der Gesamtreihe). Helios-Verlag, Münster i. W. 1931.
- Die Determinanten des seelischen Lebens. 1. Grenzen der kausalen Betrachtungsweise. Franke, Breslau 1939.
- Hannes Böhringer (Hg.): Zeitliches und Ewiges in der Philosophie Nietzsches und Schopenhauers (= Studien zur Philosophie und Literatur des neunzehnten Jahrhunderts; Bd. 33). Klostermann, Frankfurt am Main 1977.